# Lijst van straten in Wijdemeren
Dit is een lijst van straten in de gemeente Wijdemeren en hun oorsprong/betekenis.

## Ankeveen
- Arnoud Voetlaan - dominee Aarnout Walraat Karel Voet (†1753) , later Voet van Oudheusden, omdat dit geslacht tegen het eind der vijftiende eeuw in zijn familie voorkwam.[1]
- Barthold Ingellaan - Barthold Janszn. Ingel (1585 - 1653), pastoor in Ankeveen van 1618 - 1652.[2]
- Bergse Pad - van het Stichts End in westelijke richting als smal pad door de Ankeveense Plassen
- Cannenburgerweg - aangelegd door Voorbeytel Cannenburg als grensscheiding tussen Holland en Utrecht. De oude naam was de Raai. Een raai, rade of rading is een oude grensscheiding, waarnaar ook het buurtje ‘De Rade’ is genoemd.
- Dammerkade - Eeuwenoud pad, in de Middeleeuwen de verbindingsweg met Amsterdam.
- Elisabeth de Walélaan - Maria Elisabeth de Walé, Vrouwe van Ankeveen.[3]
- Frans Fennishof - onderwijzer aan de St. Joseph school die zich bezighield met de geschiedenis van Ankeveen.[4]
- Graaflandhof - geslachtsnaam Graafland; zijstraat van de Herenweg
- Harinxmahof - geslachtsnaam Harinxma; zijstraat van de Herenweg
- Herenweg - van de Cannenburgerweg in westelijke richting overgaand in Stichts End.
- Hollands End -  van Ankeveen in noordelijke richting van de N236
- Joseph Lokinlaan - pastoor Joseph M.P.H. Lokin liet in 1927 op het Stichts End een nieuwe dorpskerk bouwen.[5]
- Loodijk - N236
- Mr. J. Ch. Buhrmannlaan - Johannes Christiaan Buhrmann (1912-1968) was korte tijd fractievoorzitter van de CHU in de Eerste Kamer. Actief in het verzet. Van 1 december 1954 tot 1 januari 1966 waarnemend burgemeester van Ankeveen.[6]
- Schimmelpenninckhof - zijstraat van de Herenweg
- Stichts End - Oudste deel van Ankeveen. Vroeger ‘Kerkbuurt’ genoemd naar de in 1929 verdwenen RK kerk, de voorganger van de huidige St. Martinuskerk.
- Stichtse Kade - De Stichtse Kade was vroeger de grens tussen Holland en Utrecht (de limietscheijdinghe tussen Holland en Sticht). De Kooibrug en de Gele brug in het Stichts End konden worden opgehaald om Ankeveen af te sluiten voor ongewenste personen.
- Trapgans - trapgans, watervogel in het Wapen van 's-Graveland
- Van Blarcumlaan - oude geslachtsnaam van Blaricum (ook van Blarcum, van Blarcom)
- Van Breelaan - geslachtsnaam; van de Elisabeth de Walelaan naar de rotonde
- Wessel ten Damstraat -  Wessel ten Dam was schout van 's-Graveland.[7]
- Wim de Kwanthof - KVP-raadslid van de voormalige gemeente Ankeveen van 1954 tot 1966 en wethouder van 1958 tot 1966.[8]
- Wout Hilhorsthof - nabij Voetlaan. Willem Hilhorst (1926-1998) had diverse bestuursfuncties op cultuur- en sportgebied in Ankeveen en omgeving. Hij was oprichter van het blad Wie, Wat, Waar en raadslid voor Dorpsbelangen tussen 1978 en 1983. In 2016 werd besloten een straat naar hem te noemen.[9]

## Breukeleveen
- Dwarsdijk - van de Laan van Niftarlake in Tienhoven richting de Nieuweweg
- Griendweg - griend, een beplanting van wilgen die gebruikt wordt om wilgentenen van te oogsten
- Herenweg - zijweg van de Nieuweweg richting Muyeveld
- Het Breukeleveensemeentje - in het verlengde van de Herenweg richting Muyeveld
- Kanaaldijk - op de grens van Noord-Holland en Utrecht, richting Hollandsche Rading
- Laan van Niftarlake - gouw Niftarlake
- Nieuweweg - richting Breukelen
- Nieuw Loosdrechtsedijk - verbinding Boomhoek en Nieuw-Loosdrecht

## ’s Graveland
- Ankeveensepad - naar Ankeveen
- Beresteinseweg - genoemd naar de hofstede Berestein. Nadat in 1627 begonnen was met de ontginning van de 's-Gravelandsepolder liet Claes Claesz. Listingh in 1692 een 'speelhuijs annex een bouhuijs' staan. De hofstede met aangebouwde boerderij werd naderhand 'Berestein' genoemd. In 1846 werd Berestein gesloopt.[10]
- Bernard van Beeklaan - Bernard van Beek, (Amsterdam, 30 januari 1875 – Kortenhoef, 6 maart 1941) was een Nederlands kunstschilder
- Cannenburgerweg - kasteel De Cannenburg.[11]
- Elbert Mooylaan - Elbert Mooy was schout en gadermeester van Kortenhoef.[12]
- Emmaweg - langs de westzijde van de 's-Gravelandsevaart
- Franse Kampweg - naar Franse Kamp
- Kalkakker - aan de zuidzijde van 's Graveland
- Leeuwenlaan - zijweg van het Noordereinde. Genoemd naar Coenraad Jacob de Leeuw, eigenaar van landgoed Hilverbeek
- Noordereinde - langs de oostzijde van de 's-Gravelandsevaart in noordelijke richting
- Oranjeweg - zijweg van de Emmaweg
- Oude Meentweg - van de Corverslaan in noordelijke richting van Bantam
- Stichtse Kade - van Ankeveen naar 's-Gravenland
- Zuidereinde - langs de oostzijde van de 's-Gravelandsevaart in zuidelijke richting

## Kortenhoef
- A N van Pellecomhof - Abraham Nicolaas van Pellecom (Arnhem, 1783 - Boxtel, 1849) werd in 1806 predikant in Kortenhoef.[13]
- A W van Voordenlaan - August Willem van Voorden, (Rotterdam, 25 november 1881 – aldaar, 2 oktober 1921) was een Nederlands kunstschilder.
- Aalscholverlaan - aalscholver, vogelsoort
- Anton Smeerdijkgaarde - Anton Smeerdijk (Den Haag, 3 augustus 1885 - Roermond, 6 juli 1965) was een Nederlandse kunstschilder en telg van de 's-Gravelandse wasserijfamilie Smeerdijk
- Barend Udolaan - lid van heemraad van de heerlijkheid Kortenhoef van 1705-1706.[14]
- Beatrixweg - Beatrix der Nederlanden
- Berkenhof - berk, boomsoort
- Bernard van Beeklaan - Bernard van Beek, (Amsterdam, 30 januari 1875 – Kortenhoef, 6 maart 1941) was een Nederlands kunstschilder. Hij werkte vooral in de omgeving van Kortenhoef.
- Broekbos - broek (landschap), laaggelegen bos
- Bruinjoost - van Moerendael naar de Zuidsingel
- C. Vreedenburghgaarde - Cornelis Vreedenburgh, (Woerden, 1880 - Laren, 1946) was een Nederlands kunstschilder. Hij wordt gerekend tot de Larense School
- Claes Heynensoenlaan -  Claes Heynensoen (1340/45-1414), auteur van Die hollantsche cronike.[15]
- Cornelis de Wijsstraat - Rogier Cornelis de Wijs, (Amersfoort, 1759-Hoog en Wel bij Amersfoort 14 oktober 1834) was een patriot en zeer bevriend met zijn zwager de dichter van Eemlands Tempe, Pieter Pijpers.[16]
- Curtevenneweg - Curtevenne was de vroegere naam van Kortenhoef
- De Kwakel - kwakel, een hoge smalle voetgangersbrug, met een vlak middengedeelte[17] en aan weerszijden schuine plankieren met gespijkerde dwarslatten.[18]
- Dodaarslaan - dodaars, watervogel
- Dopheigang - dopheide, plantennaam
- Dotterbloem - dotterbloem, moerasplant
- Egidius Blocklaan - verbinding van de Elbert Mooylaan met de Kerklaan
- Elbert Mooylaan -  Elbert Mooy was schout en gadermeester van Kortenhoef.[19]
- Elzenhof - Een boom uit het plantengeslacht Alnus
- Emmaweg - Emma van Waldeck-Pyrmont, echtgenote van koning Willem III en koningin-regentes der Nederlanden
- Eslaan - boomsoort es
- Fuikestee - verbindt de Zoete Inval met de Hoflaan
- Hazenest - tussen de Zuidsingel en Moerendaal
- Helderoord - doodlopende weg aan de Reigerlaan
- Hoflaan - vanaf de Fuikestee in noordelijke richting
- Huijbert van Schadijcklaan - van de Egidius Blocklaan naar de J.H. Valkenburglaan; Huijbert van Schadijck[20]
- Ireneweg - Irene der Nederlanden
- J C Ritsemalaan - Jacob Coenraad Ritsema (1869 - 1943) was een kunstschilder van landschappen in de trant van de Haagse School, woonde ook bij Kortenhoef.[21]
- J H Valkenburglaan - verbindt de Elbert Mooylaan met de Huibert van Schadijcklaan
- J.F. van Heumenhof - J.F. van Heumen, wachtmeester der huzaren, uit Kortenhoef; sneuvelde op 12 mei 1940 in de Tweede Wereldoorlog.[22]
- Jan Stadelaarstraat - Jan Stadelaar, geboren rond 1766, maire adjunct uit Oud-Loosdrecht.[23]
- Johan A Wincklerhof -
- Jonkheer Sixhof - doodlopende zijweg van de Koninginneweg
- Julianaweg - Juliana der Nederlanden
- Kalkakker - aan de zuidgrens van Kortenhoef, zijweg van de Piramide
- Kerklaan - van de Emmaweg in noordwestelijke richting dwars door Kortenhoef.
- Kikkerbeet - kikkerbeet, waterplant
- Klaverkamp - klaver, plantensoort
- Kleine Wije - zijweg van de Piramide, eindigend in een rotonde
- Kleizuwe - een zuwe, zijdwende of ziendijk is een dwars op de hoofddijk staand looppad door een moeras (ook Baambrugse Zuwe bij Vinkeveen),
- Koninginneweg - op de westelijke oever van de 's-Gravelandsevaart
- Kortenhoefsedijk - Kortenhoef
- Krabbescheer - krabbescheer, waterplant
- Kromme Rade - zijweg van de Draaibrug in westelijke richting tot de Vuntus
- Lepelaarlaan - lepelaar, vogelsoort
- Meenthof - zijweg van de Dodaarslaan
- Meester J Sandersonhof - mr. Johan Sanderson	schout/burgemeester van Kortenhoef tussen 1817 - 1844.[24]
- Meestershof - gebouwd op het terrein van de voormalige Antoniusschool in het centrum van Kortenhoef. Het is gelegen tussen de Pieter van der Leelaan, de Egidius Blocklaan en de Kerklaan.
- Moeraszegge - moeraszegge, plantennaam
- Moerendael - via de Bruinjoost aansluitend op de Zuidsingel
- Moleneind - Van de N201 in zuidwestelijke richting van de N403
- Oostindië - van Bruinjoost naar Hazenest
- Oranjeweg - zijweg van de Emmaweg, overgaand in Dodaarslaan
- Oudergaarde - ontsloten via de Parklaan
- P.J.C. Gabrielgaarde - Constan(t) Gabriël, (Amsterdam, 5 juli 1828 – Den Haag, 23 augustus 1903) was een schilder, tekenaar, aquarellist en etser, die behoorde tot de Haagse school.
- Peppelhof - een peppel is een populierenboom
- Pieter van der Leelaan -
- Pijlkruid - pijlkruid
- Piramide - van de Kalkakker naar de Dopheigang
- Reigerlaan - reiger, vogelsoort
- Rijk Loeverehof - van J.H. Valkenburglaan naar de Claes Heynensoenlaan
- Roerdomplaan - roerdomp, watervogel
- Rozenhof - pad van de Hoflaan naar de Eslaan
- Salomonstempel - Tempel van Salomo
- Suikerpot - zijweg van Fuikestee, eindigend in U-vorm
- Van Nes van Meerkerklaan - Jacob Gerard van Nes van Meerkerk was een Nederlands politicus.
- Vreelandseweg - richting Vreeland
- Wilhelminahof - zijstraat van de Emmaweg
- Willem Pauwstraat - Willem Pauw (1712-1787), raadsheer van de Hoge Raad van Holland en Zeeland.[25]
- Witte Water - witte klaver, plantensoort
- Zandheuvel - verbindt de Kalkakker met de Dopheigang
- Zoete Inval - verbinding van de Fuikestee met de Zuidsingel
- Zuiderhoek - zijstraat van de Emmaweg die overgaat in de Zuidsingel
- Zuidsingel - oost-west lopende staat die op de Hoflaan uit komt
- Zuwe - een zuwe, zijdwende of ziendijk is een dwars op de hoofddijk staand looppad door een moeras (ook: Baambrugse Zuwe bij Vinkeveen)

## Loosdrecht
- Acacialaan - acacia, plantennaam
- Alewijnlaan - Alewijn is een Nederlandse familie die vanaf 1815 behoort tot de Nederlandse adel.
- Berkenlaan - berk, loofboom
- Beukenlaan - Beuk (boom)
- Bleekveld - zijweg van de Oud-Loosdrechtsedijk
- Bloklaan - N403
- Boegspriet - boegspriet, deel van een schip
- Bremlaan - brem, plantennaam
- Carl Heinrich Knorrlaan - Carl Heinrich Knorr, oprichter van Knorr. Gelegen op het voormalig Knorr-fabriekterrein.
- De Drie Kampjes - aan de noordzijde van de Oud Loosdrechtsedijk; verbinding tussen het Oppad en het Bleekveld
- De Kreek - Kreek (water), een watergeul; zijweg van de Oud-Loosdrechtsedijk
- De Mollstraat - Joannes de Moll, (Midlum, 15 september 1726 – Amsterdam, 22 november 1782), was een Nederlandse dominee, patriot en porseleinfabrikant.[26]
- De Rietschans - zijweg Nieuw-Loosdrechtsedijk
- De Zodde - moerassige grond
- Dennenlaan - Den (geslacht), een geslacht van coniferen (naaldbomen)
- Eikenlaan - boomsoort eik
- Elzenlaan - Een boom uit het plantengeslacht Alnus
- Flits - Flitsklasse (zeilboot)
- Frans Halslaan - Frans Hals, kunstschilder
- Godelindehof - Godelinde, laatste abdis van de toenmalige Abdij van Elten. Goedela (Godelinde) verkocht op 6 mei 1280 Nardinclant aan graaf Floris V.[27]
- Godelindelaan - zie hierboven
- Golfslag - bij het Kompas
- Graaf Wichmanlaan - Wichman IV, (ca. 920 - Mönchengladbach, 20 juli na 974) was graaf van Hamaland en de Veluwe, burggraaf van Gent, en  graaf van het Gooi (Naardingerland).
- Grootzeil - plein aan de dijk
- Hallincklaan - Willem Hallinck is de stamvader van de familie Sypesteyn
- Hazelaarlaan - hazelaar, boomsoort
- Heulakker - U-vormige straat die aan beide zijden uitkomt op de Vuntuslaan
- Horndijk - van de Oud-Loosdrechtsedijk naar de kromme Rade, met aan beide zijden water: de Vuntus aan de oostzijde en de Loenderveensche Plas aan de westzijde
- Industrieweg - op het Industrieterrein aan de Rading
- Jan Steenlaan - Jan Steen, kunstschilder
- Jasmijnlaan - Jasminum, plantengeslacht
- Jol - jol (boot)
- Jonkheer van Sypesteynlaan - bewoner van Kasteel Sypesteyn
- Kastanjelaan - kastanje, een geslacht van loofbomen
- Kromme Rade - gebogen grenslijn
- Laan van Eikenrode - van de4 Nieuw-Loosdrechtsedijk naar het buitenhuis Eikenrode in Oud-Loosdrecht
- Larixlaan - lariks, boomsoort
- Lieve Geelvincklaan - Lieve Geelvinck, burgemeester van Amsterdam.[28]
- Lijsterbeslaan - lijsterbes, loofboom
- Lindelaan - linde, boomsoort
- Luitgardeweg - Luitgarde van Alemanië, (?, 776 - Tours, 4 juni 800) huwde in 794 met Karel de Grote
- Meidoornlaan - meidoorn, plant
- Moerbeilaan - moerbei
- Molenmeent - meent
- Nieuw Loosdrechtsedijk - naar Nieuw-Loosdrecht
- Nootweg - tussen de Rading en de westelijk gelegen Nieuw-Loosdrechtsedijk
- Oppad - zijweg van de Oud-Loosdrechtsedijk
- Oud Loosdrechtsedijk - naar Oud-Loosdrecht
- Oude Molenmeent - erf bij de molen; zijstraat van de Rading, uitkomend op de Frans Halslaan
- Pampus - pampus, een zeilbootklasse
- Paulus Potterlaan - Paulus Potter, kunstschilder
- Pieter de Hooghlaan - Pieter de Hoogh, schilder
- Prinses Beatrixstraat - Beatrix der Nederlanden
- Prinses Irenestraat - Irene der Nederlanden
- Prinses Margrietstraat - Margriet der Nederlanden
- Prinses Marijkestraat - Christina der Nederlanden
- Rading - rooilijn, richtlijn; in een boog lopende weg om Nieuw-Loosdrecht, langs Vliegveld Hilversum richting Kerkelanden.
- Regenboog - regenboog, zeilboottype
- Rembrandtlaan Rembrandt van Rijn
- Rietschans - zijweg van de Nieuw-Loosdrechtsedijk
- Ruysdaellaan - Jacob van Ruisdael (Haarlem, 1628 of 1629 - Amsterdam, ca. 10 maart 1682) was een Noord-Nederlands schilder, tekenaar en etser, bekend van zijn landschappen en zeegezichten.
- Schakel - schakel (zeilboot)
- Schouw - Schouw (historisch scheepje), een scheepstype
- Sint Annepad - verbinding Eikenlaan en Nieuw-Loosdrechtsedijk; In Breukelen was de Sint-Anna Broederschap, de Van Nijenrodes mochten de aan het Sint-Anna-altaar in de Sint-Pieterskerk verbonden vicaris voordragen. Loosdrecht kent minstens sedert de 16de eeuw een Sint-Annepad, vermoedelijk onderdeel van een vaste processieroute.[29]
- Spanker - zeilboot spanker
- Swingboei - genoemd naar een afgebroken loods aan de Oud-Loosdrechtsedijk
- Taxuslaan - taxus, plant
- Tjalk - tjalk, platbodem
- Tjotter - tjotter, platbodemvaartuig
- Trekpad - pad over Eiland Bijltje in de Loosdrechtse Plassen met aansluiting op de N403
- Tweede Heul - tweede verbinding tussen de Eerste Loosdrechtse Plas en de Vuntusplas, ook wel de Tweede Heul genoemd. Deze verbinding gaat voortaan ´Horregat´ heten en de nieuwe brug ´Horregatbrug´.[30]
- Van Collenstraat - geslacht Van Collen
- Van der Helstlaan - Bartholomeus van der Helst (Haarlem, 1613 - 16 december 1670) was een Nederlands kunstschilder uit de Gouden Eeuw.
- Van Dorenwerdestraat - baljuw Berend van Dorenwerde
- Van Mierislaan - Frans van Mieris (I) en Frans van Mieris (I) waren Noord-Nederlandse kunstschilders.
- Van Mijndenlaan - Heerlijkheid Mijnden was een heerlijkheid in de provincie Noord-Holland in de gemeente Wijdemeren. De heerlijkheid was eeuwenlang een bezit van de familie Van Amstel Van Mijnden.
- Van Ostadelaan - Adriaen van Ostade is een van de belangrijkste Nederlandse schilders van de gouden eeuw.
- Veendijk - Veen (grondsoort)
- Vermeerlaan - Johannes Vermeer is een Nederlandse kunstschilders en leefde in de Gouden Eeuw.
- Vrijheid - scheepstype Vrijheidklasse
- Vuntuslaan - U-vormige straat aan de Oud-Loosdrechtsedijk bij het natuurgebied Vuntus.
- Windvang - de woningen op het voormalige Ottenhome-terrein, voorheen Oud-Loosdrechtsedijk.

## Nederhorst den Berg en Overmeer
- Acacialaan - acacia
- Aelbert Cuypstraat - Albert Cuyp, kunstschilder
- Ankeveensepad - richting Ankeveen
- Anton Mauvelaan - Anton Mauve, schilder
- Blijklaan - zijweg van de Oostermeerseweg in oostelijke richting
- Brugstraat - verbindt de Kerkstraat met de Voorweg
- Dammerweg - N532
- De Biezen - van de Hoepelbuigerslaan met een bocht naar de Lange Wetering
- De Grienden - griend, een beplanting van wilgen die gebruikt wordt om wilgentenen van te oogsten
- De Vijnen - van de Lange Wetering naar de Legakker
- Dobbelaan - zijweg in noordelijke richting vanaf de Lange Wetering
- Dwarsweg - haaks op de Machineweg
- Eilandseweg - over de oostoever van de Vecht
- Eksterlaan - ekster, vogelsoort
- Esdoornlaan - esdoorn, boomsoort
- Fazantelaan - fazant, vogel
- Frans Halshof - Frans Hals, schilder
- G Hendrik Breitnerlaan - George Hendrik Breitner, (Rotterdam, 12 september 1857 – Amsterdam, 5 juni 1923) was een Nederlands kunstschilder
- Gebroeders Marislaan - Matthijs Maris en Willem Maris (kunstschilder), kunstschilders
- Hendrik Willem Mesdaglaan - Hendrik Willem Mesdag, kunstschilder
- Hinderdam - Hinderdam
- Hoepelbuigerslaan - oud beroep
- Jacob van Ruysdaelstraat - Jacob van Ruysdael, kunstschilder
- Jan Josephsz van Goyenstraat - Jan van Goyen, (Leiden, 13 januari 1596 – Den Haag, 27 april 1656) was een Nederlands landschapschilder uit de Gouden Eeuw.
- Jan Steenhof - Jan Steen, kunstschilder
- Johannes Bosboomlaan - Johannes Bosboom, (Den Haag, 18 februari 1817 – aldaar, 14 september 1891) was een Nederlandse schilder en aquarellist, die vermaard was om zijn kerkinterieurs.
- Johannes Vermeerhof - Johannes Vermeer, schilder
- Jozef Israëlslaan - Jozef Israëls, schilder
- Juliana-Bernhard-Plein - Juliana der Nederlanden en prins Bernhard van Lippe-Biesterfeld
- Kastanjelaan - boomsoort kastanje
- Kerkstraat - aan de oostzijde van de kerk
- Kievitslaan - kiviet, weidevogel
- Kooikerboog - kooiker, de beheerder van een eendenkooi
- Kuijerpad -pad van de Breitnerlaan naar de Kerkstraat
- Lange Wetering - van de Randweg naar de Overmeerseweg
- Legakker - een legakker is een strook grond om turf te drogen;
- Lijsterlaan - lijster, zangvogel
- Machineweg - vanaf de Middenweg naar de noordelijk gelegen Ankeveensche Plassen
- Meerlaan - zijweg van de N523
- Meidoornhof - meidoorn, plant
- Meidoornlaan - meidoorn
- Meindert Hobbemastraat - Meindert Hobbema, kunstschilder
- Middenweg - van de N523 in het midden van de polder naar het oostelijk gelegen Horstermeer
- Nieuw Walden - op industrieterrein Horstermeer
- Overmeerseweg - Overmeer is een buurtschap ten westen van de Horstermeerpolder ten zuiden van Nederhorst den Berg.
- Patrijslaan - patrijs, vogelsoort
- Paulus Potterstraat - paulus Potter, schilder
- Philips van Wassenaerlaan - Philips van Wassenaer
- Pieter de Hooghlaan Pieter de Hoogh, schilder
- Prunuslaan - prunus, plant
- Radioweg - van de Middenweg richting het zuiden
- Reeweg - in het verlengde van de Voorstraat naar het noorden
- Reigerlaan - reiger, vogel
- Rembrandt van Rijnhof - Rembrandt van Rijn, kunstschilder
- Rietsnijderslaan - oud beroep
- Rivièrahof - hofje aan de Meerhoekweg
- Slotlaan - naar Slot Nederhorst
- Sniplaan - Strandlopers en snippen, een familie van vogels
- Torenweg - zijweg Eilandseweg
- Turfstekerslaan - oud beroep
- Uiterdijksehof - dorp Uiterdijk
- Vaartweg - zijweg van de Dammerweg
- Veenderij - veenderij
- Vincent van Goghstraat - Vincent van Gogh, schilder
- Voorstraat - van Brilhoek naar het noorden lopende weg, evenwijdig aan de Dammerweg. Overgaand in de Reeweg
- Vreelandseweg - richting Vreeland
- Wethouder Bloklaan - van de Esdoornlaan naar de Acacialaan
- Zoddeland - zodde, nat gebied